# ジャガー・Sタイプ
ジャガー・Sタイプ(Jaguar S-Type)は英国の高級車メーカー、ジャガーから販売されていたEセグメントの高級乗用車。

## 概要
1963年に発売された「Sタイプ」の車名を復活させ、XJシリーズの下位モデルとして、新たな市場を開拓するために開発された。1998年、リンカーン・LSのコンポーネンツをベースに開発され、フォード傘下となってからの初めてのニューモデルとして期待されていたが、アメリカナイズなステレオタイプ視点からデザインされたようなレトロすぎるエクステリア、アメリカ車そのままのメカニズムであった。発売から3年後の2002年には早くも大掛かりなマイナーチェンジが行われ、ZF製6段ATやサスペンションの改良、インテリア/エクステリアの変更に加え、スーパーチャージャーを搭載したモデルなどを追加し、評価を高めた。
Sタイプを発売する前のジャガーはXJサルーンとバリエーションのクーペで年間4万台ほどを販売する比較的利益率の高いメーカーであったが、アメリカでは5万ドルほどとジャガーとしては安価だったSタイプにより、年間10万台を売るメーカーに成長した。
2007年に生産を終了し、XFに移行した。

### バリエーション
日本国内では、以下のラインナップで販売されていた。
- V型6気筒モデル

3.0エグゼクティブ（Executive ）
3.0ソブリン（Sovereign ）
- V型8気筒モデル

4.2ソブリン
- V型8気筒スーパーチャージドモデル

R